# Nicolas Béatrizet
Nicolas Béatrizet, född omkring 1515 och död omkring 1570, var en lothringsk kopparstickare.
Béatrizet var huvudsakligen verksam i Rom, där han anslöt sig i klassisk stil utförde stick efter antika byggnadsverk och skulpturer, samt efter samtida mästares, bland annat Michelangelos tavlor.